# Dietilentriamină
Dietilentriamina (DETA) este un compus organic cu formula chimică HN(CH2CH2NH2)2. Acest lichid higroscopic incolor este solubil în apă și în solvenți organici polari, dar nu și în hidrocarburi simple. Dietilenetriamina este analogul structural al dietilenglicolului, dar cu atomi de azot în locul celor de oxigen. Proprietățile sale chimice sunt similare cu cele ale etilendiaminei și are utilizări analoage. Este o bază slabă, iar soluția sa apoasă este alcalină.

## Obținere
DETA este un produs secundar al reacției de obținere a etilendiaminei din 1,2-dicloroetan și amoniac.

## Proprietăți și utilizări
Dietilenetriamina este un agent de formare reacție pentru rășinile epoxidice din adezivi epoxidici și alte termoseturi. Are loc reacția de N-alchilare la cu grupele epoxidice, formând legături încrucișate.
În chimia coordinativă, acesta servește ca ligand tridentat, formând complecși precum Co(dien)(NO2)3.